# James Goldschmidt
James Paul Goldschmidt (* 17. Dezember 1874 in Berlin; † 28. Juni 1940 in Montevideo) war ein deutscher Rechtswissenschaftler. Wegen seiner jüdischen Herkunft verlor er nach der Machtübernahme der Nationalsozialisten sein Amt als Hochschullehrer und musste aus Deutschland emigrieren.

## Leben
Goldschmidt studierte  Rechtswissenschaften an der Universität Heidelberg und der Friedrich-Wilhelms-Universität Berlin, der heutigen Humboldt-Universität. Im Jahr 1895 legte er das Erste Staatsexamen ab und wurde noch im selben Jahr mit einer Arbeit über Die Lehre vom unbeendigten und beendigten Versuch promoviert. Nach dem Referendardienst folgte im Jahr 1900 das Assessorexamen. Im Jahr 1901 habilitierte sich Goldschmidt an der Universität Berlin. Die Habilitationsschrift trug den Titel Das Verwaltungsstrafrecht. Sie wurde von Josef Kohler und Franz von Liszt betreut. Erst acht Jahre später wurde Goldschmidt außerordentlicher Professor in Berlin. Weitere zehn Jahre vergingen, bevor Goldschmidt 1919 zum ordentlichen Professor an der Universität Berlin aufrückte. In demselben Jahr wurde Goldschmidt zum Mitarbeiter im Reichsjustizministerium bei der Reform des Strafprozesses berufen.
Nach der nationalsozialistischen „Machtergreifung“ war Goldschmidt der erste Professor der Berliner juristischen Fakultät, der an der Fortsetzung seiner Lehrtätigkeit gehindert wurde. 1934 wurde er – nach kurzzeitiger Versetzung an die Universität Frankfurt a. M. – zwangsweise emeritiert. In den nächsten Jahren hielt er zahlreiche Vorträge in Spanien und publizierte in spanischer, italienischer und französischer Sprache. Dabei wandte er sich zunehmend rechtsphilosophischen Themen zu.
Erst Ende 1938 waren Goldschmidt und seine Ehefrau angesichts der sich ständig verschärfenden Verfolgungsmaßnahmen gezwungen, Deutschland endgültig zu verlassen. Goldschmidt emigrierte zunächst nach England. Von dort reiste er weiter nach Uruguay. Er starb bereits 1940 in Montevideo.

## Familiäre Beziehungen
James Goldschmidt stammte aus einer jüdischen Familie und wurde in Berlin geboren. Sein Vater Robert Goldschmidt war Bankier. Sein jüngerer Bruder Hans Walter Goldschmidt (1881–1940) war gleichfalls Jurist. Er war Richter am Oberlandesgericht Köln und außerordentlicher Professor an der Universität zu Köln. In der Zeit des Nationalsozialismus verließ Hans Walter Goldschmidt wie sein Bruder Deutschland. Er kam am 2. Juli 1940 bei einem Torpedoangriff auf das Schiff Arandora Star ums Leben, das ihn als Internierten von England nach Kanada bringen sollte.
James Goldschmidt hatte mit seiner Frau Margarete, geb. Lange, vier Kinder. Zwei davon, die Söhne Werner Goldschmidt (1910–1987) und Robert Goldschmidt (1907–1965) wurden wie ihr Vater Hochschullehrer der Rechtswissenschaft. Werner Goldschmidt war an verschiedenen Universitäten in Buenos Aires tätig, Robert Goldschmidt lehrte an der Universität von Córdoba (Argentinien) und in Venezuela. Der jüngste Sohn Victor Goldschmidt (1914–1981) studierte in Frankreich und lehrte als Professor an verschiedenen französischen Universitäten Philosophie und Geschichte. Über das Schicksal der Tochter Ada Goldschmidt (* 1919) ist nichts Näheres bekannt.

## Wissenschaftliche Bedeutung
Goldschmidt leistete wichtige wissenschaftliche Beiträge zum Strafrecht sowie zum Zivil- und Strafprozessrecht. In seiner Habilitationsschrift Das Verwaltungsstrafrecht setzte er sich mit den sogenannten Übertretungen (heute zumeist durch Ordnungswidrigkeiten ersetzte Bagatellstraftaten) auseinander, die damals noch als eigene Straftatkategorie neben Verbrechen und Vergehen im Reichsstrafgesetzbuch geregelt waren. Goldschmidt bemühte sich um eine sinnvollere Abgrenzung von Bagatellstraftaten und erheblichen Straftaten und trat für die Zuordnung des Übertretungsrechts zum Verwaltungsrecht ein. Damit nahm er künftige Entwicklungen der deutschen Strafrechtssystematik vorweg. Außerdem arbeitete Goldschmidt an Reformvorschlägen zum Straf- und Strafprozessrecht mit.
Im Bereich des Strafprozessrechts setzte er sich für die Übernahme von Elementen des angelsächsischen Verfahrensrechts ein. Er wollte der Staatsanwaltschaft die Rolle einer Prozesspartei einräumen und die noch vorhandenen Reste der Inquisitionsmaxime aus dem deutschen Strafprozess verbannen.
Die größte Bedeutung dürfte Goldschmidt indes als Zivilprozessrechtler erlangt haben. Seine 1925 erschienene Monographie Der Prozeß als Rechtslage wurde von Rudolf Bruns als „letzte große Leistung der deutschen konstruktiven Prozeßrechtswissenschaft“ gewürdigt. Goldschmidt entwickelt in diesem Buch die schon in früheren Veröffentlichungen fundierte Theorie vom „materiellen Ziviljustizrecht“ weiter und befürwortete die Existenz eines Rechtsschutzanspruchs des Bürgers gegenüber dem Staat.
In den Nachrufen auf Goldschmidt, die in Deutschland erst zu seinem zehnten Todestag 1950 erschienen, werden sein Scharfsinn und seine Gelehrsamkeit gerühmt. Eberhard Schmidt spricht von Goldschmidts „ungewöhnlichen Scharfsinn“, der „Originalität der Gedanken“ und attestiert ihm die „seltene Fähigkeit in die tiefsten Tiefen zu bohren“. Die Wertschätzung, die sein Werk genießt, wird durch die Tatsache belegt, dass mehrere seiner Bücher in der zweiten Hälfte des zwanzigsten Jahrhunderts nachgedruckt werden. Allerdings heben verschiedene Würdigungen Goldschmidts Hang zum Denken in abstrakten Begriffen hervor. So vermerkt Wolfgang Sellert, Goldschmidt habe eine „ausgeprägte Vorliebe für begriffsjuristische Konstruktionen“ gehabt.
Besonders großes Ansehen genießt Goldschmidt bis heute in Spanien und Lateinamerika. Für Niceto Alcalá-Zamora y Castillo war der von den Nationalsozialisten aus Deutschland vertriebene Goldschmidt ein „Botschafter und Propagandist der deutschen Kultur“. Der spanische Rechtslehrer Manuel Peláez del Rosal bezeichnet ihn als einen der größten Prozesswissenschaftler („uno de los más grandes científicos del proceso“).
Adolf Schönke (1908–1953), bereits im Krieg Professor für Straf- und Prozessrecht in Freiburg, und Friedrich Karl Kaul (1906–1981), prominenter, auch in der Bundesrepublik zugelassener Anwalt aus Ost-Berlin in der Zeit des Kalten Krieges, waren zu Anfang der 1930er Jahre Assistenten und Schüler von James Goldschmidt.

## Schriften
- Die Lehre vom unbeendigten und beendigten Versuch. Breslau 1897. Neudruck Frankfurt 1977.
- Der Prozeß als Rechtslage. Berlin 1925 (Digitalisat). Neudruck Aalen 1986.
- Das Verwaltungsstrafrecht. Berlin 1902. Neudruck Aalen 1962.
- Problemas generales del derecho. Buenos Aires 1944.